# Слънце
Слънцето е звездата в центъра на Слънчевата система. То представлява почти идеална сфера, съставена от гореща плазма и магнитни полета. Диаметърът му е около 1 392 000 km, близо 109 пъти по-голям от този на Земята, а масата му (1,9891 × 1030 kg, 332 946 пъти повече от земната) съставлява около 99,86% от общата маса на Слънчевата система. От химическа гледна точка около три четвърти от масата на Слънцето е образувана от водород, а остатъкът е предимно хелий, като 1,69% от масата (или 5628 пъти повече от масата на Земята) са други по-тежки елементи, като кислород, въглерод, неон, желязо и други.
Слънцето се класифицира по своя спектрален клас като G2V  като често се описва неформално като жълто джудже, защото видимото му излъчване е най-силно в жълто-зелената част на спектъра и защото, макар че цветът му е бял, от повърхността на Земята то обикновено изглежда жълто, заради разсейването на синята светлина в атмосферата. В сигнатурата на спектралния клас G2 показва, че повърхностната му температура е около 5778 K (5505 °C), а V – че Слънцето, както повечето звезди, е част от главната последователност и освобождава енергията си чрез ядрен синтез на водородни ядра в хелий. В своето ядро Слънцето преобразува по този начин 620 милиона тона водород всяка секунда. В миналото разглеждано от астрономите като малка и относително незначителна звезда, днес Слънцето се смята за по-ярко от около 85% от звездите в галактиката Млечен път, повечето от които са червени джуджета. Абсолютната величина на Слънцето е +4,83, но поради неговата голяма близост до Земята то е най-яркият обект в небето с видима величина −26,74. Горещата корона на Слънцето непрекъснато се разширява в пространството, създавайки слънчев вятър, поток от заредени частици, достигащ до хелиопаузата на близо 100 астрономически единици. Областта в междузвездната среда, образувана от слънчевия вятър, се нарича хелиосфера и е най-голямата непрекъсната структура в Слънчевата система.
Слънцето се придвижва през Местния междузвезден облак в зоната на Местния мехур, част от вътрешния ръб на ръкава Орион на галактиката Млечен път. Сред 50-те най-близки звездни системи, разположени на разстояние до 17 светлинни години от Земята, Слънцето е на четвърто място по маса. То се движи в орбита около галактичния център на Млечния път на разстояние около 24 – 26 хиляди светлинни години, извършвайки едно завъртане по часовниковата стрелка, гледано от галактичния северен полюс, за около 225 – 250 милиона години. Тъй като галактиката се движи спрямо реликтовото излъчване със скорост 550 km/s в посока на съзвездието Хидра, резултантната скорост на Слънцето спрямо реликтовото излъчване е около 370 km/s в посока на съзвездията Чаша и Лъв.
Светлината пътува от Слънцето до Земята за около 8 минути. Енергията на тази слънчева светлина поддържа почти целия живот на Земята чрез процеса на фотосинтеза и направлява климата на планетата. Силното въздействие на Слънцето върху Земята е известно от праисторически времена, като Слънцето е смятано от някои култури за божество. Точната научна представа за Слънцето се развива бавно, като дори през 19 век водещи учени познават зле неговото физично устройство и източника му на енергия. Познанието за Слънцето продължава да се развива и в наши дни, като някои аномалии в поведението му остават необяснени.

## Характеристики
Слънцето е звезда от главната последователност от спектрален клас G2, съдържаща около 99,8632% от общата маса на Слънчевата система. То има почти идеално сферична форма със сплеснатост, оценявана на около 9 милионни, което означава, че полярният му диаметър се различава от екваториалния само с 10 km. Тъй като Слънцето се състои от плазма и не е твърдо, то се върти по-бързо на екватора, отколкото на полюсите си. Това явление се нарича диференциално въртене и се дължи на конвекцията в Слънцето и на движението на маса, вследствие на големите температурни градиенти от ядрото към външността. Тази маса носи част от момента на импулса на Слънцето с посока, обратна на движението на часовниковата стрелка, гледано от северния полюс на еклиптиката, като по този начин преразпределя ъгловата скорост. Периодът на това действително завъртане е приблизително 25,6 дни на екватора и 33,5 дни на полюсите. В същото време, поради непрекъснато променящото се положение на Земята при нейното въртене около Слънцето, видимото завъртане на звездата е около 28 дни. Центробежният ефект от това бавно въртене е 18 милиона пъти по-слаб от повърхностната гравитация на слънчевия екватор. Приливното въздействие на планетите е още по-слабо и не се отразява значимо на формата на Слънцето.
Слънцето е звезда от I популация, богата на тежки елементи (различни от водород и хелий). Образуването му изглежда е предизвикано от ударни вълни от една или повече близки свръхнови. За това говори голямото количество тежки елементи, като злато и уран, в Слънчевата система в сравнение със системите от II популация. Тези елементи най-вероятно са произведени при ендергонни ядрени реакции при появата на свръхнова или при трансмутация чрез неутронно захващане във вътрешността на масивна звезда от второ поколение.
Слънцето няма ясно изразена повърхност, като земеподобните планети, и във външните му части плътността на изграждащите го газове намалява експоненциално с отдалечаване от центъра. Въпреки това то има ясна вътрешна структура, описана по-долу. Слънчевият радиус се определя като разстоянието от центъра на звездата до външния край на фотосферата. Това е слоят, над който газовете са прекалено охладени и разредени, за да излъчват значително количество светлина, поради което е и най-видимата с невъоръжено око повърхност на Слънцето.
Вътрешността на Слънцето не може да се наблюдава пряко, а Слънцето като цяло е непрозрачно за електромагнитно излъчване. Въпреки това, подобно на сеизмологията, която използва вълните, предизвикани от земетресенията, за да изследва вътрешната структура на Земята, хелиосеизмологията използва инфразвуковите вълни, преминаващи през вътрешността на Слънцето, за да измерва и визуализира вътрешната структура на Слънцето. Компютърното моделиране също играе важна роля при изследването на вътрешните слоеве на Слънцето.

### Ядро
Смята се, че ядрото достига от неговия център до около 20 – 25% от слънчевия радиус. То има плътност, достигаща 150 g/cm3 (около 150 пъти повече от плътността на водата), и температура почти 15,7 милиона келвина. За сравнение, повърхностната температура на Слънцето е приблизително 5800 K. Според последните анализи на данните от мисията СОХО ядрото се върти с по-голяма скорост, отколкото междинната зона. През по-голямата част от жизнения цикъл на Слънцето енергията се произвежда чрез ядрен синтез, преминаващ през поредица стъпки, известни като протон-протонен цикъл, при което водород се преобразува в хелий. По-малко от 2% от хелият, създаван в Слънцето, идва от CNO цикъл.
Ядрото е единствената част на Слънцето, където се отделят значими количества топлинна енергия чрез ядрен синтез. Във вътрешните 24% от слънчевия радиус се генерират 99% от енергията, а на 30% от радиуса ядреният синтез вече е почти напълно прекратен. Останалата част от звездата се нагрява от енергията, предавана от ядрото навън. Енергията от ядрения синтез в ядрото преминава през поредица от слоеве, докато достигне до фотосферата и излезе в космоса като слънчева светлина или кинетична енергия на частиците.
Протон-протонният цикъл се извършва в ядрото на Слънцето около 9,2 × 1037 пъти всяка секунда. Тъй като тази реакция използва четири от общо ~8,9 × 1056 свободни протона (водородни ядра) в Слънцето, всяка секунда тя преобразува около 3,7 × 1038 или около 6,2 × 1011 kg протони в алфа частици (хелиеви ядра). Синтезът на хелий от водород освобождава около 0,7% от синтезираната маса във вид на енергия, поради което Слънцето отделя енергия със скорост на преобразуването на маса в енергия от 4,26 милиона тона в секунда, 3,846 × 1026 W или 9,192 × 1010 мегатона тротилов еквивалент в секунда. Тази маса не е унищожена при създаването на енергия, а е освободена в излъчваната енергия, съгласно концепцията за равенство на маса и енергия.
Генерирането на енергия чрез ядрен синтез в ядрото се променя с разстоянието от центъра на Слънцето. В центъра теоретичните модели го оценяват на приблизително 276,5 W/m3, плътност на производството на енергия, по-близка до метаболизма на влечугите, отколкото до термоядрена бомба. Върховото производство на енергия в Слънцето е сравнимо с топлината, генерирана в активен компостен куп. Огромната отделяна от Слънцето енергия не се дължи на голямата концентрация на генерирането, а на големия му размер.
Скоростта на ядрения синтез в ядрото се намира в самоподдържащо се равновесие: малко по-висока скорост би предизвикала по-голямо нагряване на ядрото и топлинно разширение към масата на външните слоеве, което би намалило скоростта, а малко по-ниска скорост би довела до охлаждане и леко свиване, увеличавайки скоростта до равновесното ниво.
Гама-лъчите (фотони с висока енергия), освобождавани при ядрения синтез, се абсорбират от слънчевата плазма само на милиметри от мястото на реакцията, след което се излъчват отново в произволна посока и с малко по-ниска енергия. По тази причина достигането на излъчването до повърхността на Слънцето отнема много време. Оценките за времето на преминаване на фотоните варират между 10 и 170 хиляди години. За сметка на това при отделяните неутрино, на които се падат около 2% от общата енергия, произвеждана от Слънцето, това време е едва 2,3 секунди. Тъй като преносът на енергия в Слънцето е процес, включващ фотони в термодинамично равновесие с материята, мащабът на преноса на енергия в слънцето е в порядъка на 20 милиона години. Това е времето, което би било необходимо на Слънцето, за да се върне в устойчиво състояние, ако скоростта на генериране на енергия в ядрото му бъде внезапно променена.
След последен преход през конвективния външен слой до прозрачната повърхност на фотосферата, фотоните напускат Слънцето като видима светлина. Гама-лъчите в ядрото се преобразуват в милиони фотони видима светлина преди да излязат в космоса. При реакциите в ядрото се отделят и неутрино, но за разлика от фотоните те почти не взаимодействат с материята, така че почти всички незабавно напускат Слънцето. В продължение на години измерванията на количеството неутрино, отделяни от Слънцето, показват около 3 пъти по-ниски стойности от теоретично очакваните. Това разминаване е обяснено през 2001 година с откриването на ефектите на неутринната осцилация – Слънцето отделя теоретичния брой неутрино, но детекторите на неутрино пропускат 2/3 от тях, тъй като при достигането си до тях те са променили своя аромат.

### Междинна зона
Междинната зона е вътрешен слой на Слънцето, който се намира между ядрото и конвективната зона. Там основно се пренася енергия от ядрото към по-външните слоеве, чрез дифузия. Енергията се придвижва през междинната зона под формата на фотони. Материята в този слой е толкова гъста, че фотоните се придвижват на много малко разстояние преди да бъдат погълнати или разсеяни от други частици. Поради тази причина на гама-лъчите са нужни средно 171 000 години за да успеят да напуснат междинната зона на Слънцето. През този интервал температурата на плазмата спада от 15 милиона градуса (около ядрото), до 1,5 милиона градуса (в горния край на междинната зона).

### Зона на конвекцията
Това е външният слой на Слънцето, който се простира на дълбочина 200 000 км под повърхността му, което е около 70% от радиуса на звездата. Енергията в този слой се пренася предимно чрез конвекция. Температурата тук е по-ниска, отколкото в междинната зона, затова преносът на топлина е по-бавен. Плътността на газовете е достатъчно ниска, за да се образуват конвекционни течения, които пренасят топлината до фотосферата. След като веществото изплува до фотосферата, то изстива и става по-плътно, след което потъва до повърхността на междинната зона. Там то се нагрява отново и кръговратът продължава.

### Фотосфера
Фотосферата е видимата повърхност на Слънцето. Над нея слънчевата светлина е свободна да се разпространява в пространството, а енергията изцяло напуска Слънцето чрез този слой. Фотосферата е десетки до стотици километри дебела и е малко по-непрозрачна от въздуха на Земята. Тъй като външната част на този слой е по-студена от вътрешната, изображенията на Слънцето изглеждат по-ярки в центъра, от колкото в краищата на слънчевия диск. По време на ранните изследвания на оптичния спектър на фотосферата се установило че там има елемент, който не е бил открит на Земята по това време. През 1868 година Норман Локиер нарича този елемент хелий, на гръцкия бог на Слънцето – Хелиос. 25 години по-късно хелият бива изолиран и на Земята.

### Атмосфера
Частите на Слънцето над фотосферата се наричат общо слънчева атмосфера. Те могат да бъдат наблюдавани с телескопи и се разделят на 5 основни зони: температурния минимум, хромосферата, преходния слой, короната и хелиосферата.
Хромосферата, преходният слой и короната са много по-горещи от повърхността на Слънцето.
Най-студеният слой на Слънцето е температурният минимум, който е на около 500 km над фотосферата и е с температура от около 4100 Келвина. Тази част на Слънцето е достатъчно студена, за да могат да съществуват прости молекули като водороден окис и вода.
Над температурния минимум се намира слой с дебелина от около 2000 km, наречен хромосфера, от гръцкия корен хромо, означаващ цвят, наречен така защото хромосферата изглежда като цветен блясък в началото и в края на пълните слънчеви затъмнения.
Над нея се простира 200-километровият преходен слой, в който температурите много рязко се повишават. Този слой е трудно видим от повърхността на Земята.
Короната е разширената външна част от атмосферата на Слънцето, която е много по-голяма по обем от колкото е самото Слънце. Короната непрекъснато се разширява в пространството и се превръща в слънчев вятър, който изпълва цялата Слънчева система. В най-горещите си части, короната е от 8 до 20 млн. келвина, като все още не е ясно от къде идва цялата тази топлина.
Хелиосферата, която се счита за най-слабия външен слой на атмосферата, се простира чак до орбитата на Плутон.

### Магнитно поле
Слънцето е магнитно активна звезда. То поддържа силно магнитно поле, което се променя от година на година и обръща посоката си на всеки 11 години около слънчевия максимум. Магнитното поле на Слънцето води до много процеси, наречени общо слънчева активност, включваща слънчевите петна по повърхността на звездата, слънчевите изригвания, както и промените в слънчевия вятър, който пренася материя през Слънчевата система. Процесите, следствие от слънчевата активност на Земята, включват сиянията и нарушаването на радио-комуникацията и електрическата енергия. Слънчевата дейност променя структурата на външната атмосфера на Земята.

## Изследване
Човекът е започнал да проявява интерес към небесното светило още преди повече от 20 000 години. А преди около 7000 години на много места по света е имало натрупани знания и традиции в наблюдението на Слънцето. Хората осъзнавали колко са зависими от неговата светлина и топлина и то им се струвало нещо много свръхестествено. Те започнали да го обожествяват и да се прекланят пред него.

## Митология

### Древноегипетска митология
Древните египтяни наричали Слънцето бог Ра. Ра – богът слънце, произлязъл от хаоса бил властелина на цялата вселена. Силата му идвала от една тайнствена дума, която никой не трябвало да узнае. Ако някой узнаел магическата дума, Ра незабавно би загубил силата и властта си.

### Древногръцка митология
Гърците почитали бога на Слънцето Хелиос. Далеч на изток се намирал златният дворец на Хелиос. Сутрин, вратите на двореца се отваряли и Хелиос излизал през тях със златната си колесница, теглена от четири бели коня. Лъчите на Хелиос се сипели върху земята и давали светлина, топлина и живот.

### Български фолклор
В традиционния български фолклор Слънцето също е персонализирано – то е добронамерено към хората свръхестествено същество, което знае и вижда всичко. То се движи под небето като сменя пътя си през сезоните – през лятото е по-близо, а през зимата – по-далече от земята. То живее в свой дом – според някои легенди разположен в морето, като с нагряваната там от Слънцето вода се обясняват горещите минерални извори – на края на света, в който прекарва нощите. Сутрин Слънцето е отпочинало и в добро настроение, а с напредването на деня се изморява и става все по-сърдито и пече по-силно, докато към края на деня отново става по-весело, спускайки се по-леко по небето в очакване на почивката.
Слънцето живее в дома си със своята майка, брат и сестри. Една от тях е Зорницата, която сутрин, преди сама да излезе на небето, го буди, за да се готви за дневния си път. В редица легенди Слънцето решава да се ожени и открадва жена (в някои варианти това е света Марина), но е разубедено с аргумента, че ако се народят още слънца, земята ще бъде изгорена и животът унищожен. В други разкази Слънцето губи облог за надбягване с юнак и трябва да му даде сестра си за жена.

## Химичен състав
Слънцето е съставено главно от водород и хелий. Съдържа много по малко други елементи като кислород, въглерод, неон, желязо и други. Когато Слънцето изчерпи запасите си от водород (по долу още информация) ще започне процес на разширение.

## Слънчеви цикли

### Жизнен цикъл
Слънцето е звезда, далеч по-малка от сините гиганти. Тя се е формирала преди 4,6 милиарда години (според ядрената космохронология); за типична G2 звезда се очаква да съществува в продължение на около 10 милиарда години.
Слънцето не е достатъчно масивно, за да избухне като свръхнова. Вместо това след още 4 до 5 милиарда години то ще се превърне в червен гигант, изчерпвайки водорода в ядрото си. Тогава то ще започне да преобразува хелий във въглерод и температурата на ядрото му ще нарасне до 3 × 108 K. Високата температура ще предизвика „раздуване“ на външните конвекционни слоеве на Слънцето, които вероятно ще достигнат чак до орбитата на Земята. Скорошни изследвания обаче показват, че вследствие на интензивната загуба на маса на Слънцето при раздуването Земята ще се премести на по-висока орбита. Плътността на външните слоеве на Слънцето като червен гигант ще е по-малка от сегашната плътност на земната атмосфера, но със значително по-висока температура (около 2000 – 3000 K). Изчерпвайки хелия в ядрото си, Слънцето ще претърпи термични пулсации — свивания и раздувания с нарастваща амплитуда, при всеки следващ цикъл, губейки част от външните си слоеве, докато накрая се превърне в бяло джудже.
За разлика от по-масивните звезди като Сириус и Бетелгейзе, Слънцето не може да преобразува значителни количества въглерод в по-тежки елементи и поради тази причина бялото джудже ще бъде съставено предимно от въглерод.

## Движение и разположение
През 17 век, холандският физик и астроном Кристиан Хюйгенс изчислил, че разстоянието до Слънцето е равно на 150 000 000 км. Слънцето обикаля около центъра на Млечния път на разстояние от около 25 000 до 28 800 светлинни години, извършвайки една обиколка за около 226 милиона години. Орбиталната скорост на Слънцето е 217 km/s (1/1400 от скоростта на светлината или 1 АЕ за 8 дни).

### Височина на Слънцето
За наблюдател от Земята, височината на Слънцето над хоризонта се изменя в зависимост от:
- географската ширина;
- астрономическото време – месеца и денонощието.

Максималната височина на Слънцето над хоризонта, по пладне, се изчислява по формулата:
h = 90 {\displaystyle -} {\displaystyle \varphi } {\displaystyle \pm } {\displaystyle \delta },
където:
- h – височина на Слънцето над хоризонта (градуси);
- {\displaystyle \varphi } – географска ширина  (градуси);
- {\displaystyle \delta } – наклона на земната ос.

Приблизителните стойности за България са от 24,5° по време на зимното слънцестоене, през 48° по време на пролетното и есенното равноденствие, до 71,5° по време на лятното слънцестоене.

## История на изследванията
Първите спътници проектирани за наблюдения на Слънцето са Пионер 5, 6, 7, 8 и 9 конструирани от НАСА и изстреляни между 1959 и 1968 г. Тези сонди се движат в близка орбита около слънцето и правят първите измервания върху слънчевия вятър и слънчевото магнитно поле. Пионер 9 функционира особено дълго време и изпраща информация до 1989 г.
Мисията СОХО (съкратено от английски „Слънчева хелиосферна обсерватория“) е изстреляна съвместно от ЕКА и НАСА на 2 декември 1995 г. Първоначално е замислена като двегодишна мисия, но СОХО функционира вече над десет години. Поради големия си успех, ще бъде последван от нова мисия наречена „Слънчева Динамична Обсерватория“ (Solar Dynamics Observatory), която по план трябва да бъде изстреляна през 2008 г. Разположен в точките на Лагранж между Земята и Слънцето (така че гравитационното привличане между двете е равно) СОХО осигурява постоянен поглед върху звездата. Апарата открива голямо количество малки комети, повечето от които изгарят при преминаването си около слънцето.
Мисията Дженезис на НАСА, изстреляна през 2001 г., има за цел събиране на частици от слънчевия вятър в околоземна орбита и доставянето им обратно на Земята. При връщането си през септември 2004 г. спускаемият парашут на апарата не се отваря и той се разбива в пустинята Мохаве в Невада, САЩ. Въпреки това учените са оптимистични, че ще могат да анализират част от частиците, донесени от апарата.

## Гибелта на Слънцето
Тази неизбежна фаза ще настъпи най-рано след 5 000 000 000 години. Фазата изобщо съществува, защото Слънцето ще изразходи запасите си от гориво. Когато се изчерпят, структурата на Слънцето ще започне да се изменя – ядрото ще се смали и ще стане още по-горещо, а външните слоеве ще започнат да се раздуват под въздействието на различни реакции. Постепенно Слънцето ще се превърне в Червен гигант. Тогава на Земята всичко ще загине. След това ядрото му ще стане малко и изключително плътно, Слънцето ще се превърне в Бяло джудже, което доста бързо ще угасне и ще се превърне в хладна топка.

## Наблюдения и ефекти
При наблюдение на Слънцето са видни следните явления:
- слънчеви петна
- факули – ярки области във фотосферата, наречени още факели
- гранули – малки светли точки, съставна част на факулите
- Протуберанси – слънчеви изригвания

Внимание: НИКОГА не гледайте Слънцето директно. Неговата светлина уврежда ретината и може да причини загуба на зрението.

## Други
На Слънцето е наречена улица в квартал „Бъкстон“ в София (Карта).